# Holly Palance
Holly Kathleen Palance (* 5. August 1950 in Los Angeles) ist eine US-amerikanische Schauspielerin und Journalistin.

## Leben und Wirken
Holly Palance ist die älteste Tochter des Schauspielers Jack Palance und seiner ersten Frau Virginia Baker (1922–2003), die auch Schauspielerin war. Das Paar heiratete 1949 und bekam nach Holly noch zwei weitere Kinder, Brooke Gabrielle Palance (* 1952) und Cody John Palance (1955–1998), beide waren später ebenfalls in einigen Filmrollen zu sehen. Die Familie lebte zeitweise bei Paris (um 1958) und in Lausanne, wo Jack Palance an Dreharbeiten teilnahm. 1966 trennten sich er und Baker, 1968 folgte die Scheidung.
Holly Palance besuchte die Webber Douglas Academy in London. Ihre Schauspielkarriere begann Mitte der 1970er Jahre mit kleineren TV-Rollen. Nennenswert ist ihr Auftritt 1976 als Kindermädchen in Das Omen. Im gleichen Jahr trat sie in der TV-Miniserie Dickens of London auf. 1983 spielte sie Miss Carmichael in Die Dornenvögel. In Rocket Man hatte sie als Elly Dundee eine der zentralen Rollen. In den 1980ern moderierte sie gemeinsam mit ihrem Vater eine Staffel der Fernsehserie Ripley’s Believe It or Not!.
Palance war mit dem Regisseur Roger Spottiswoode verheiratet. Bei zwei Filmen (Rocket Man, Under Fire) arbeiteten sie zusammen. Aus der Ehe gingen eine Tochter und ein Sohn hervor. Sie wurde 1997 geschieden.
Später arbeitete Palance als Journalistin. Zunächst war sie zehn Jahre lang Redakteurin und Kolumnistin beim Buzz Magazine. Ihre Kolumne The Hills wurde in der New York Times nachgedruckt und für einen Maggie Award nominiert. Sie arbeitete außerdem als freiberufliche Autorin für Los Angeles Times, Cosmopolitan und andere Zeitschriften. Danach wurde sie Chefredakteurin des Santa Barbara Magazine und ab 2004 Chefredakteurin des Distinction Magazine der Los Angeles Times. Sie unterrichtete Global studies an der University of California.

## Filmografie
- 1973: Golf Etiquette
- 1975: Thriller (Fernsehserie, 1 Folge)
- 1976: Plays for Britain (Fernsehserie, 1 Folge)
- 1976: Das Omen (The Omen)
- 1976: Dickens of London (Fernsehserie, 6 Folgen)
- 1977: Sherlock Holmes oder Der sonderbare Fall vom Ende der Zivilisation (The Strange Case of the End of Civilization as We Know It)
- 1978: The Comeback
- 1979: Telford's Change (Fernsehserie, 2 Folgen)
- 1980: Spy! (Fernsehserie, 1 Folge)
- 1982: Tuxedo Warrior
- 1982: Bret Maverick (Fernsehserie, 1 Folge)
- 1983: Die Dornenvögel (The Thorn Birds, Fernsehserie, 3 Folgen)
- 1983: Under Fire
- 1986: Rocket Man (The Best of Times)
- 1989: Cast the First Stone